# Lista de vencedores de competições nacionais de futebol na Europa na época 2014–15
Esta é uma lista de vencedores de competições nacionais de futebol na Europa na época 2014–15. Esta lista inclui as principais provas organizadas pelas Ligas Profissionais de Futebol e pelas Federações Nacionais de Futebol da Europa.
| Época 2014–15 |            |                     |                     |                     |                     |
| Nº            | País       | Campeonato          | Taça Nacional       | Taça da Liga        | Supertaça           |
| 1             | Espanha    | Barcelona           | Barcelona           | -                   | Atlético de Bilbao  |
| 2             | Inglaterra | Chelsea             | Arsenal             | Chelsea             | Arsenal             |
| 3             | Alemanha   | Bayern de Munique   | Wolfsburgo          | -                   | Wolfsburgo          |
| 4             | Itália     | Juventus            | Juventus            | -                   | Juventus            |
| 5             | Portugal   | Benfica             | Sporting            | Benfica             | Sporting            |
| 6             | França     | Paris Saint-Germain | Paris Saint-Germain | Paris Saint-Germain | Paris Saint-Germain |
| 7             | Rússia     | Zenit               | Lokomotiv           | -                   | Zenit               |
| 8             | Holanda    | PSV Eindhoven       | Groningen           | -                   | PSV Eindhoven       |
| 9             | Ucrânia    | Dínamo de Kiev      | Dínamo de Kiev      | -                   | Shakhtar Donetsk    |
| 10            | Bélgica    | Gent                | Club Brugge         | -                   | Gent                |
| 11            | Turquia    | Galatasaray         | Galatasaray         | -                   | Galatasaray         |
| 12            | Grécia     | Olympiacos          | Olympiacos          | -                   | -                   |
| 13            | Suíça      | Basileia            | Sion                | -                   | -                   |
| 14            | Áustria    | Salzburgo           | Salzburgo           | -                   | -                   |
| 15            | Rep. Checa | Viktoria Plzen      | Slovan Liberec      | -                   | Viktoria Plzen      |

Os Países encontram-se ordenados segundo o coeficiente nacional da UEFA. 
O destaque colorido indica a conquista de um Triplete (vencer o Campeonato, a Taça Nacional e a Taça da Liga na mesma época) ou de uma Dobradinha (vencer o Campeonato e a Taça Nacional na mesma época).